# 모래뱀상어속
모래뱀상어속(Carcharias)은 악상어목 치사상어과에 속하는 상어 속의 하나이다. 샌드타이거상어과(Carchariidae)의 유일속으로 분류하기도 한다.

## 특징
몸길이는 평균적으로 약 250 cm 정도이며, 몸무게는 최대 158.8kg에 이른다.

## 하위 종
- 모래뱀상어 (Carcharias taurus)
- 인도양모래뱀상어 (Carcharias tricuspidatus)